# Les Bordes, Yonne
Les Bordes là một xã của Pháp,tọa lạc ở tỉnh Yonne trong vùng Bourgogne của Pháp. Les Bordes có diện tích 18,68 km2, dân số năm 1999 là 430 người. Les Bordes nằm ở độ cao từ 103–234 m trên mực nước biển.

## Thông tin nhân khẩu
| Năm | 1962 | 1968 | 1975 | 1982 | 1990 | 1999 |
| --- | ---- | ---- | ---- | ---- | ---- | ---- |
| Dân số | 348  | 342  | 302  | 411  | 426  | 430  |
| From the year 1962 on: No double counting—residents of multiple communes (e.g. students and military personnel) are counted only once. |      |      |      |      |      |      |